# 吸着音

調音方法

気流の妨害度

阻害音
破裂音
破擦音
摩擦音
共鳴音
ふるえ音
はじき音
接近音

気流の通路
中線音
側面音
口蓋帆の状態
口音
口鼻音
鼻音
気流機構
肺臓気流
吸気音
呼気音

非肺臓気流
放出音
入破音
吸着音

▶ 調音部位

吸着音（きゅうちゃくおん、英語: Click）は、調音方法に基づいた自然言語の子音のグループである。放出音、入破音と並んで、肺からの呼気を用いない非肺気流機構の子音である。

## 調音過程
吸着音は、軟口蓋と後舌で閉鎖を作りながらそれより前の調音点でも閉鎖を作って空気を閉じこめ、舌の動きによって口腔内の気圧を下げると、外との気圧差で閉鎖が開放されて外から内向きの気流が発生することで発音される。

## 特徴
吸着音は舌背を利用するので、本質的に軟口蓋音や口蓋垂音との同時調音であり、たとえば歯吸着音の場合、無声音は[k͡ǀ]、有声音は[ɡ͡ǀ]と書くこともできる。
吸着音の調音では口腔は咽喉とも鼻腔とも切り離されているので、口蓋帆を下降させれば鼻腔を通じて声門の上下に気圧差を確保する事ができ、吸着音と同時に鼻音を生成することができる。吸着音をもつ言語では一般的に鼻音化された吸着音も使われる。
多くの言語で非言語的に用いられるいわゆる「舌打ち」の音（日本語で「チェッ」「チッ」、英語で「tut-tut」「tsk」などと書かれる）は、歯吸着音[ǀ]に相当する。

## 言語
吸着音は南部アフリカの諸言語に一般的に現れる。吸着音がもっとも頻繁に出現するのはいわゆるコイサン語族に属するター語（コン語）、ナマ語などで、吸着音の方が非吸着音より多く、ター語の辞典では7割以上の単語が吸着音で始まる。ター語は吸着音と軟口蓋音・口蓋垂音の同時調音によって膨大な数の子音を持つことで知られ、子音の数は数え方によって88種とも122種とも言われる。
コイサン語族ほど頻繁ではないが、バンツー語に属するズールー語、コサ語などにも吸着音は出現する。
東アフリカでも、クシ語派に属するケニアのダハロ語で吸着音が使われる。タンザニアのサンダウェ語およびハザ語（語族不詳）にも吸着音がある。
アフリカ以外の通常の言語では吸着音の言語音としての使用は知られていない。ただし、オーストラリアでかつて儀式用に用いられていた補助語であるダミン語（すでに消滅）には吸着音の存在が報告されている。

## 国際音声記号
国際音声記号 (IPA) では以下の音に記号が与えられている。ズールー語の3つの吸着音（正書法上 c q x で表される）のために、以前は異なる記号( ʇ ʗ ʖ )が定義されていたが、1989年に現在のもの( ǀ ! ǁ )に差し替えられた。
- [ʘ] - 両唇吸着音
- [ǀ] - 歯吸着音
- [ǃ] - 歯茎吸着音
- [ǂ] - 硬口蓋歯茎吸着音
- [ǁ] - 歯茎側面吸着音
- [𝼊] - そり舌吸着音

しかし、両唇吸着音を除いて伝統的な調音部位名を使った説明には問題があり、より重要な区別は [ ǃ ǁ ] が舌尖音、[ ǀ ǂ ] が舌端音であることにある。舌尖音の2種類の区別は中線音か側面音であるかにあり、舌がどこに触れるかは一様ではない。舌端音の2種類では[ ǀ ]が歯・歯茎、[ ǂ ]が硬口蓋に舌が触れる。
なお、古い国際音声記号には「軟口蓋吸着音」の記号[ʞ]が定義されていたが、そのような音を出すのは理論的に不可能であることが判明し、1979年に削除された。このIPAの記号として一旦廃止された[ʞ]の記号は、2008年に拡張IPAで舌背軟口蓋音を表す拡張音声記号として復活した。
- [ʞ] - 軟口蓋吸着音